# Joseph Radetzky
Joseph Radetzky (ur. 2 listopada 1766 w zamku Třebnice koło Sedlčan, zm. 5 stycznia 1858 w Mediolanie) – czeski szlachcic, marszałek polny Armii Cesarstwa Austriackiego, jeden z najwybitniejszych dowódców austriackich w XIX wieku.

## Życiorys
W 1784 wstąpił jako kadet do regimentu kirasjerów i walczył w wojnie z Turkami 1788–1789, w latach 1792–1795 brał udział w operacjach w Niderlandach i nad Renem. W bitwach pod Voltri i Hohenlinden odznaczył się i dostał awanse. 
Uczestnik wojen napoleońskich. W 1801 roku odznaczony najwyższym austriackim odznaczeniem wojskowym, Orderem Marii Teresy. Mianowany szefem sztabu dowódcy koalicji antyfrancuskiej feldmarszałka austriackiego Karla Schwarzenberga i w 1813 uczestnik bitwy pod Lipskiem. Autor planów rozegrania tej bitwy przez sprzymierzonych. Od 1829 generał kawalerii i wojskowy komendant twierdzy w Ołomuńcu. W 1831 mianowany dowódcą wojsk austriackich w Królestwie Lombardzko-Weneckim. 17 września 1836 został mianowany na stopień marszałka polnego.
Podczas wydarzeń rewolucyjnych we Włoszech w czasie Wiosny Ludów dwukrotnie zwyciężał wojska piemonckie: w 1848 w bitwie pod Custozą i w 1849 w bitwie pod Novarą. W zasługę cesarz rozkazał wybić na jego cześć medal „Summus Austriacus dux” (pol. Największy wódz austriacki) oraz uczynił kawalerem Orderu Złotego Runa (1848). W latach 1849–1857 gubernator Królestwa Lombardzko-Weneckiego.
Zmarł w wieku 91 lat na zapalenie płuc w Mediolanie; jego ciało złożono 19 stycznia 1858 w Heldenbergu w Dolnej Austrii.
Autor Über den Zweck der Übungslager im Frieden (1816) i Gedanken über Festungen (1827).

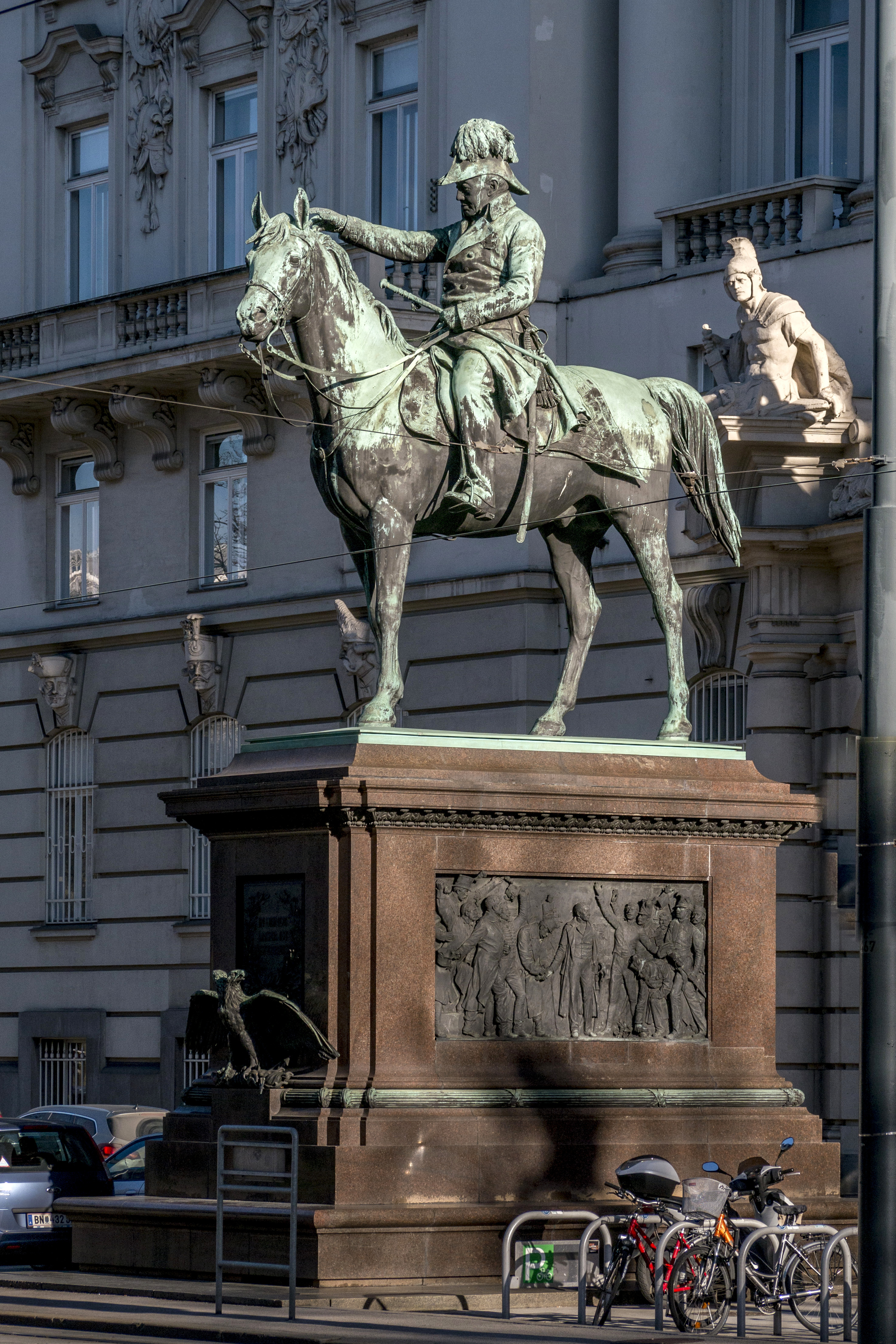
Wiedeński pomnik feldmarszałka

## Upamiętnienie
Na jego cześć Johann Strauss starszy skomponował Marsz Radetzkiego. Marsz grany jest m.in. podczas rund honorowych na zawodach jeździeckich i na zakończenie Koncertu Noworocznego w Wiedniu.
Na jego cześć nazwano okręt prototypowy klasy pancerników typu Radetzky oddanych do służby w latach 1910–1911. Jego imię nosił także 5 Pułk Huzarów Armii CK.
Z trzech pomników postawionych ku czci feldmarszałka: w Wiedniu, Pradze (na Malostranské náměstí – wówczas placu Radetzkiego) i Lublanie, do dzisiaj zachował się tylko pierwszy (pomnik praski został przeniesiony do lapidarium Muzeum Narodowego).

## Odznaczenia
Odznaczenia feldmarszałka Radetzky'ego to między innymi:
- Order Złotego Runa
- Krzyż Wielki Orderu Marii Teresy
- Krzyż Wielki Orderu Świętego Stefana w brylantach
- Krzyż Wielki Orderu Leopolda
- Kawaler Orderu Korony Żelaznej I klasy
- Krzyż Zasługi Wojskowej
- Order Świętego Andrzeja w brylantach (Imperium Rosyjskie)
- Order Świętego Aleksandra Newskiego (Imperium Rosyjskie)
- Order Świętego Jerzego I klasy (Imperium Rosyjskie)
- Order Świętego Włodzimierza I klasy (Imperium Rosyjskie)
- Order Orła Białego (Imperium Rosyjskie)
- Order Świętej Anny I klasy (Imperium Rosyjskie)
- Order Orła Czarnego w brylantach (Prusy)
- Order Orła Czerwonego I klasy z mieczami na wojennej wstędze (Prusy)
- Krzyż Wielki Orderu Świętego Ludwika (Francja)
- Order Słonia (Dania)
- Order Annuncjaty (Sardynia)
- Krzyż Wielki Orderu Świętych Maurycego i Łazarza (Sardynia)
- Krzyż Wielki Orderu Świętego Ferdynanda i Zasługi (Sycylia)
- Order Świętego Huberta (Bawaria)
- Krzyż Wielki Orderu Maksymiliana Józefa (Bawaria
- Order Korony Rucianej (Saksonia)
- Order Świętego Jerzego (Hanower)
- Krzyż Wielki Orderu Gwelfów (Hanower)
- Krzyż Wielki Orderu Zasługi Wojskowej (Wirtembergia)
- Krzyż Wielki Orderu Korony Wirtemberskiej (Wirtembergia)
- Krzyż Wielki Orderu Zbawiciela (Grecja)
- Krzyż Wielki Orderu Świętego Józefa (Toskania)
- Krzyż Wielki Orderu Zasługi Wojskowej (Toskania)
- Krzyż Wielki Orderu Lwa Zeryngeńskiego (Badenia)
- Krzyż Wielki Orderu Ludwika (Hesja)
- Krzyż Wielki na Łańcuchu Świętego Konstantyńskiego Orderu Wojskowego Świętego Jerzego (Parma)
- Krzyż Wielki Orderu Ludwika (Parma)
- Krzyż Wielki Orderu Świętego Grzegorza Wielkiego (Państwo Kościelne)
- Krzyż Wielki Order Piusa IX (Państwo Kościelne)